# Messer Sándor
Messer Sándor (Arad, 1910. június 5. – Arad, 1986. november 4.) magyar újságíró, sportszerkesztő.

## Életútja
Szülővárosa katolikus gimnáziumában érettségizett. Első írása az aradi Sportújságban az újkori olimpiák történetéről szólt (1927). Az aradi Friss Újság, Aradi Újság, Reggel, Rendkívüli Újság sportrovatát vezette (1928–40), majd a második világháború után a Jövő, ill. Vörös Lobogó munkatársa. Tíz évkönyvet szerkesztett Sportnaptár (1934), Nemzeti bajnokság számokban (1935–37), valamint társszerzőként Orosz Sándorral és Weinberger Istvánnal Népsport (1945), ill. Sportévkönyv (1948) címmel. Az illusztrált kötetek az előző év sporteredményeit táblázatokban foglalták össze, bemutatták az aradi, temesvári és nagyváradi sportegyesületek tevékenységét s közölték az atlétikai világcsúcsokat.